# Leuchtturm Slītere
Der Leuchtturm Slītere (lettisch Slīteres bāka) befindet sich ungewöhnlicherweise nicht an der Küste, sondern etwa 5,3 km entfernt im Landesinnern. Die Anhöhe, auf der er steht, diente den Seeleuten seit alters her als Landmarke.
Historisch gesehen war das Gebiet seit dem elften Jahrhundert ein Ort von Plünderern, die auf der Höhe irreführende Signalfeuer entzündeten, um vorbeifahrende Schiffe zu verwirren und sie auf Grund laufen zu lassen. Sobald sie zerstört waren, wurden sie geplündert. Die Stätte des Leuchtturms war möglicherweise ein alter heiliger Ort, da alte Karten ihn als Tempelberg (Domkalns) und Kirchenhügel (Baznīckalns) bezeichnen. Es ist ein wichtiger Ort für die Fischer in der Region. Deshalb wurde dort ein massiver Steinleuchtturm gebaut. Um ihn herum liegt jetzt der Nationalpark Slītere, in dem der Turm und seine Umgebung zu den Attraktionen zählt. Das Licht lag 82 Metern über dem Meeresspiegel und war damit das höchste Leuchtfeuer in Lettland. Der Leuchtturm ist der zweitälteste in Lettland.
Seit Juli 2018 ist der Leuchtturm als „Technisches Kulturdenkmal“ № 9252 eingetragen.

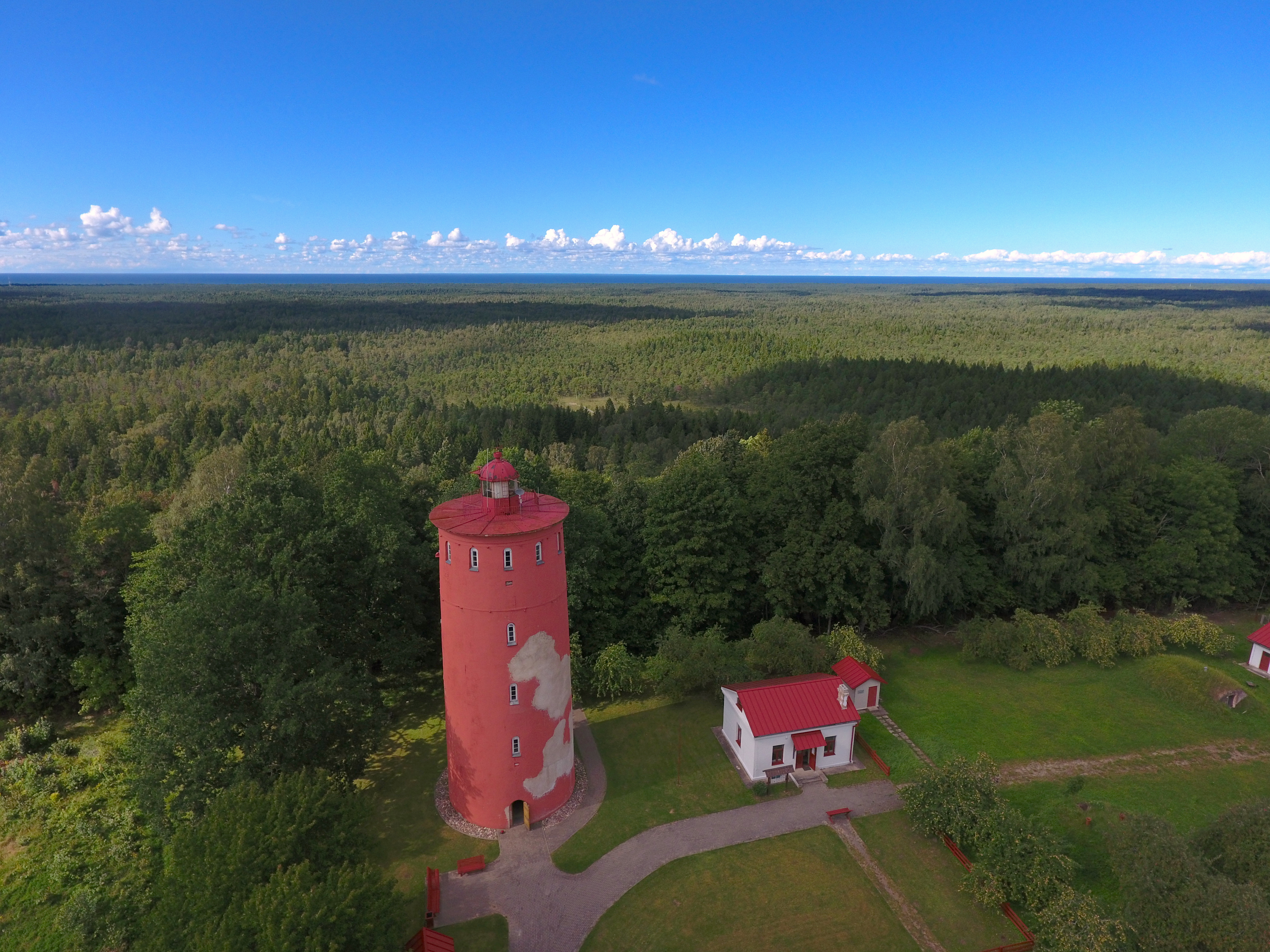
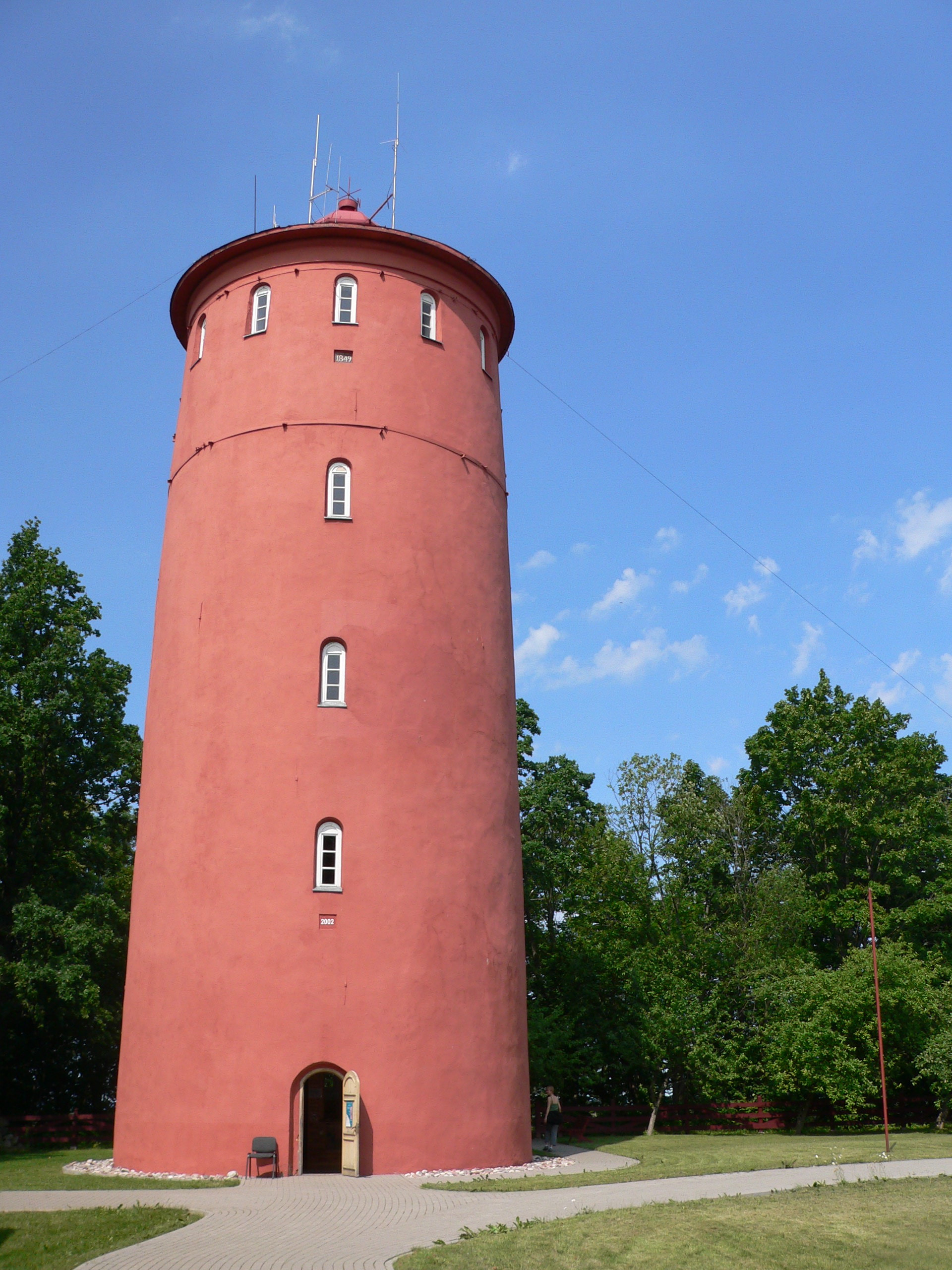
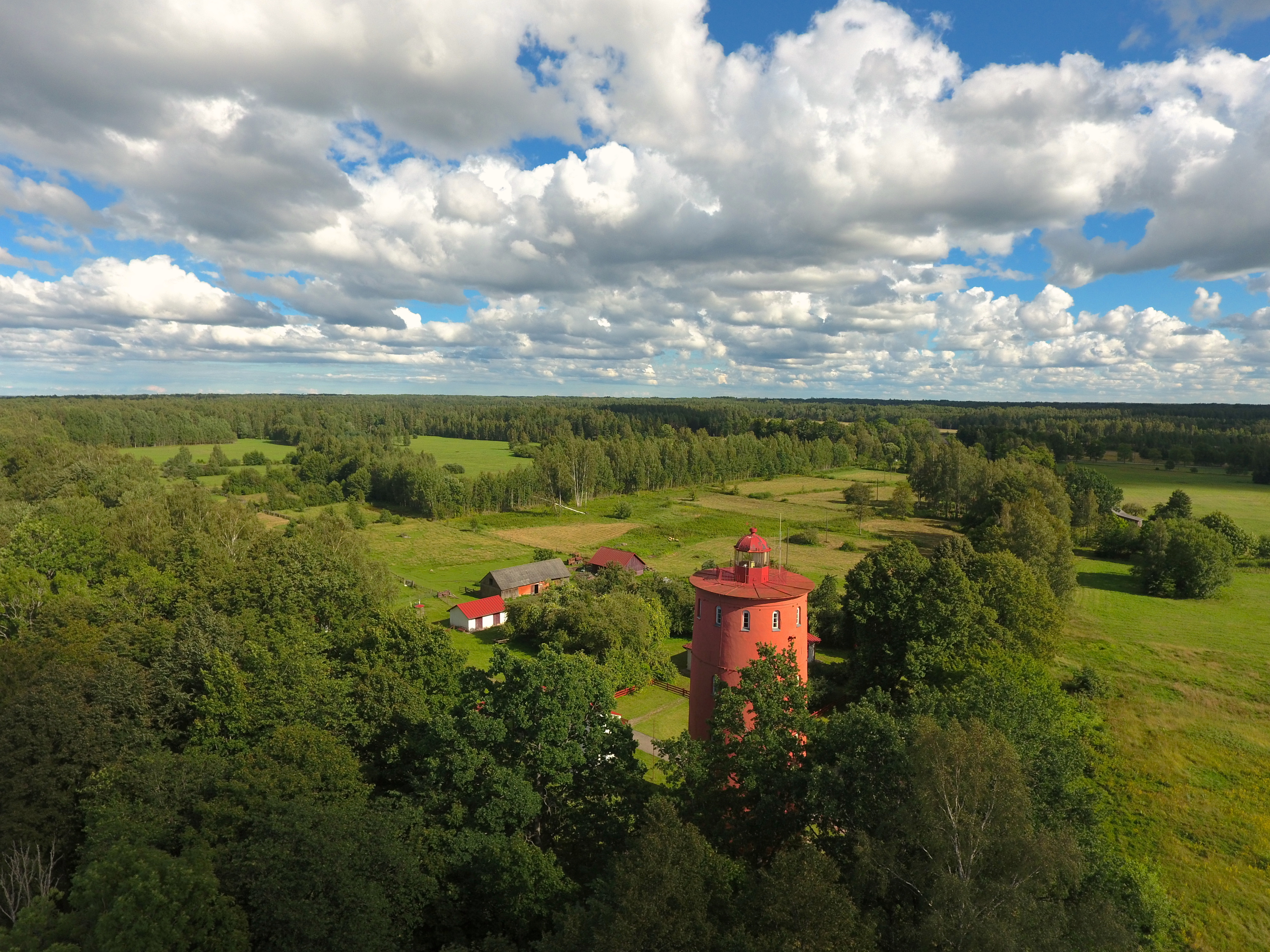
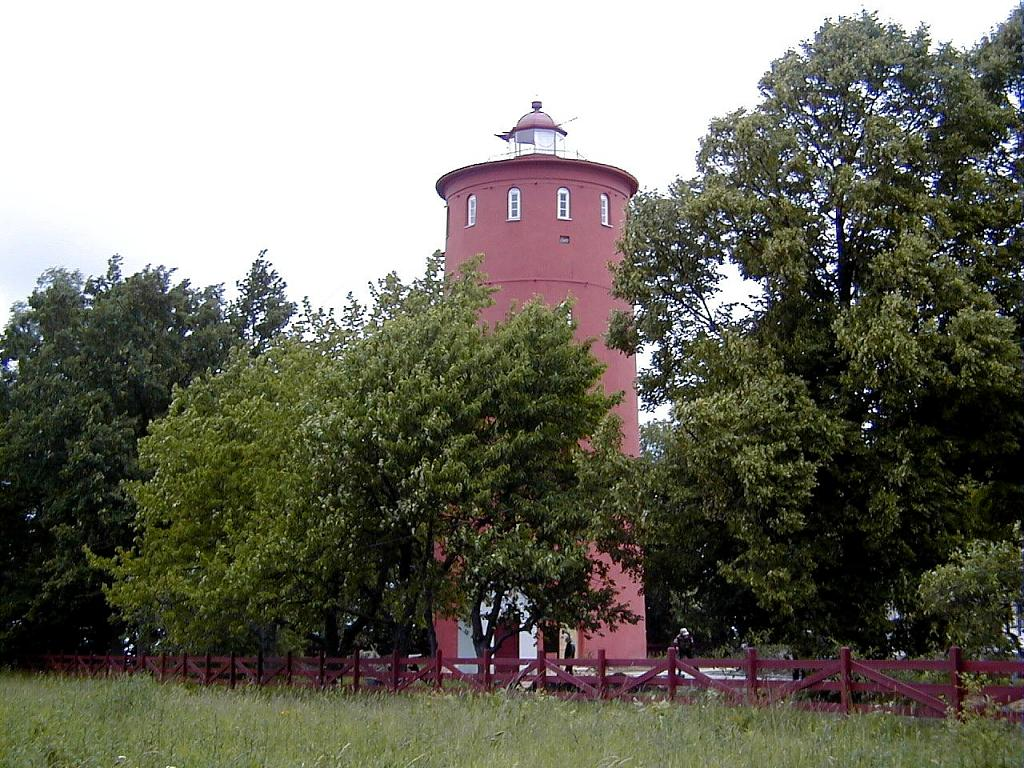